# Campionati del mondo di atletica leggera 1987 - Salto in alto femminile
La gara del salto in alto femminile dei Campionati del mondo di atletica leggera 1987 si è svolta tra il 29 e il 30 agosto.

## Podio
| Pos.    | Atleta             | Nazionalità      | Prestazione |
| ------- | ------------------ | ---------------- | ----------- |
| Oro     | Stefka Kostadinova | Bulgaria         | 2,09 m      |
| Argento | Tamara Bykova      | Unione Sovietica | 2,04 m      |
| Bronzo  | Susanne Beyer      | Germania Est     | 1,99 m      |

## Situazione pre-gara

### Record
Prima di questa competizione, il record del mondo (RM) e il record dei campionati (RC) erano i seguenti:
| Record                | Prestazione | Atleta                         | Data                              | Competizione  |
| --------------------- | ----------- | ------------------------------ | --------------------------------- | ------------- |
| Record mondiale       | 2,08 m      | Stefka Kostadinova Bulgaria    | 31 maggio 1986 Sofia, Bulgaria    |               |
| Record dei campionati | 2,01 m      | Tamara Bykova Unione Sovietica | 9 agosto 1983 Helsinki, Finlandia | Mondiali 1983 |

### Campionesse in carica
Le campionesse in carica a livello olimpico e mondiale erano:
| Campione | Atleta                         | Prestazione | Data                                    | Competizione         |
| -------- | ------------------------------ | ----------- | --------------------------------------- | -------------------- |
| Olimpico | Ulrike Meyfarth Germania Ovest | 2,02 m      | 10 agosto 1984 Los Angeles, Stati Uniti | Giochi olimpici 1984 |
| Mondiale | Tamara Bykova Unione Sovietica | 2,01 m      | 9 agosto 1983 Helsinki, Finlandia       | Mondiali 1983        |

### La stagione
Prima di questa gara, le atlete con le migliori tre prestazioni dell'anno erano:
| Pos. | Atleta                      | Prestazione | Data                                   |
| ---- | --------------------------- | ----------- | -------------------------------------- |
| 1    | Stefka Kostadinova Bulgaria | 2,06 m      | 6 giugno 1987 Wörrstadt, Germania      |
| 2    | Louise Ritter Stati Uniti   | 2,01 m=     | 19 agosto 1987 Zurigo, Svizzera        |
| 3    | Desiré du Plessis Sudafrica | 2,00 m      | 11 aprile 1987 Stellenbosch, Sudafrica |

## Risultati[3][4]

### Turni eliminatori
| 2Gruppi | 5 settembre | 24 iscritte    | Si qualificano alla finale chi supera i 1.91 m (Q) o si trova almeno tra le prime 12. |
| Finale  | 6 settembre | 12 concorrenti |                                                                                       |

### Qualificazioni
Sabato 29 agosto 1987
| Pos. | Atleta                 | Nazione          | Misura | Note |
| ---- | ---------------------- | ---------------- | ------ | ---- |
| 1    | Coleen Sommer          | Stati Uniti      | 1,91 m | Q    |
| 2    | Stefka Kostadinova     | Bulgaria         | 1,91 m | Q    |
| 3    | Silvia Costa           | Cuba             | 1,91 m | Q    |
| 4    | Madely Beaugendre      | Francia          | 1,91 m | Q    |
| 5    | Lyudmila Avdeenko      | Unione Sovietica | 1,91 m | Q    |
| 6    | Heike Redetzky         | Germania Ovest   | 1,91 m | Q    |
| 7    | Amra Temim             | Jugoslavia       | 1,88 m |      |
| 8    | Ni Xiuling             | Cina             | 1,88 m |      |
| 9    | Alina Astafei          | Romania          | 1,88 m |      |
| 10   | Kim Hee-sun            | Corea del Sud    | 1,88 m |      |
| 11   | Alessandra Bonfiglioli | Italia           | 1,85 m |      |
| 12   | Sigrid Kirchmann       | Austria          | nm     |      |

| Pos. | Atleta                  | Nazione          | Misura | Note |
| ---- | ----------------------- | ---------------- | ------ | ---- |
| 1    | Louise Ritter           | Stati Uniti      | 1,91 m | Q    |
| 2    | Susanne Beyer           | Germania Est     | 1,91 m | Q    |
| 3    | Tamara Bykova           | Unione Sovietica | 1,91 m | Q    |
| 4    | Larisa Kositsina        | Unione Sovietica | 1,91 m | Q    |
| 5    | Lyudmila Andonova       | Bulgaria         | 1,91 m | Q    |
| 6    | Svetlana Isaeva         | Bulgaria         | 1,91 m | Q    |
| 7    | Christine Stanton       | Australia        | 1,88 m |      |
| 8    | Megumi Sato             | Giappone         | 1,88 m |      |
| 9    | Hanne Haugland          | Norvegia         | 1,85 m |      |
| 10   | Phyllis Bluntson        | Stati Uniti      | 1,85 m |      |
| 11   | Orlane Maria dos Santos | Brasile          | 1,80 m |      |
| 12   | Thórdís Gísladóttir     | Islanda          | 1,80 m |      |

### Finale
Domenica 30 agosto 1987
| Pos.    | Atleta             | Età | Nazione          | Misura | Nota                                    |
| ------- | ------------------ | --- | ---------------- | ------ | --------------------------------------- |
| Oro     | Stefka Kostadinova | 22  | Bulgaria         | 2,09 m | Record mondiale · Record dei campionati |
| Argento | Tamara Bykova      | 28  | Unione Sovietica | 2,04 m |                                         |
| Bronzo  | Susanne Beyer      | 26  | Germania Est     | 1,99 m |                                         |
| 4       | Silvia Costa       | 23  | Germania Ovest   | 1,96 m |                                         |
| 5       | Larisa Kositsina   | 23  | Unione Sovietica | 1,96 m | Miglior prestazione personale           |
| 6       | Heike Redetzky     | 23  | Germania Ovest   | 1,96 m | Miglior prestazione personale           |
| 7       | Svetlana Isaeva    | 20  | Bulgaria         | 1,93 m |                                         |
| 8       | Louise Ritter      | 29  | Stati Uniti      | 1,93 m |                                         |
| 8       | Lyudmila Avdeenko  | 23  | Unione Sovietica | 1,93 m |                                         |
| 10      | Madely Beaugendre  | 21  | Francia          | 1,93 m | Miglior prestazione personale           |
| 11      | Coleen Sommer      | 27  | Stati Uniti      | 1,93 m |                                         |
| 12      | Lyudmila Andonova  | 27  | Bulgaria         | 1,85 m |                                         |